# Đuôi cụt chỏm đen
Đuôi cụt chỏm đen, tên khoa học Erythropitta venusta, là một loài chim trong họ Pittidae.
Loài này sinh sống ở Malaysia và Indonesia.